# Ценово (Старозагорська область)
Це́ново (болг. Ценово) — село в Старозагорській області Болгарії. Входить до складу общини Чирпан.

## Населення
За даними перепису населення 2011 року у селі проживали 157 осіб, з них 151 особа (98,1%) — болгари.
Розподіл населення за віком у 2011 році:
Динаміка населення: